# Fabrizio Borelli
Fabrizio Borelli (* 1951 in Rom) ist ein italienischer Kameramann und Filmregisseur.

## Leben
Nach Abschluss der Ausbildung am Centro Sperimentale di Cinematografia widmete Borelli sich der Fotografie und Kameraarbeit für viele Kommerzfilme, jedoch auch für Andrej Tarkowski und Ettore Scola. Zu Beginn der 1980er Jahre begann eine Zusammenarbeit mit Ermanno Olmi; Borelli war Mitbegründer des Istituto Paolo Valmaran und schrieb und inszenierte 1991 den Film L'attesa. Später wandte er sich wieder der Fotografie zu.